# Moneygall

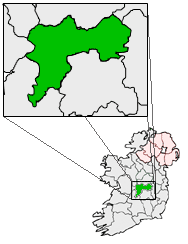
Lage des County Offaly

Moneygall (irisch Muine Gall, „Gebüsch der Fremden“) ist ein Ort in der Südspitze der Grafschaft Offaly im Herzen der Republik Irland.
Die Grafschaft Offaly ragt mit ihrer Südspitze weit in die Grafschaft Tipperary hinein und deshalb liegen die meisten Nachbarorte von Moneygall in Tipperary.
Der Ort ist eines der in Irland häufig vorkommenden Straßendörfer (ir. sráidbhaile). Im Jahr 2016 zählte der Ort 374 Einwohner.

## Verkehrsanbindung und Einrichtungen
Moneygall liegt an der alten N7 (heute R445) zwischen Roscrea und Nenagh, jedoch gibt es
über die Abfahrt 23 einen direkten Anschluss zur Autobahn M7 von Dublin nach Limerick, die gleichzeitig den Ort hinsichtlich Durchgangsverkehr entlastet.   
Durch den Ort läuft die Hauptbuslinie von Limerick nach Dublin (Bus Éireann route 12).
Die nächsten Bahnhöfe der irischen Eisenbahn (Iarnród Éireann) befinden sich in Roscrea, Cloughjordan bzw. Nenagh.
Der Ort verfügt über die üblichen Einrichtungen wie eine katholische Kirche und eine Schule, einige Läden, ein Postamt, eine Polizeistation (Garda Síochána) sowie zwei Pubs.

## Persönlichkeiten
Fulmuth Kearney wurde im 19. Jahrhundert in Moneygall als Sohn eines Schusters geboren und wanderte nach der verheerenden Hungersnot (Great Famine) Mitte des Jahrhunderts, wie viele andere Familienmitglieder auch, nach Nordamerika aus. Sein Urururenkel ist der ehemalige US-Präsident Barack Obama. Am 23. Mai 2011 fand ein kurzer Besuch des US-Präsidenten in Moneygall statt.

## Bilder des Ortes und der Umgebung

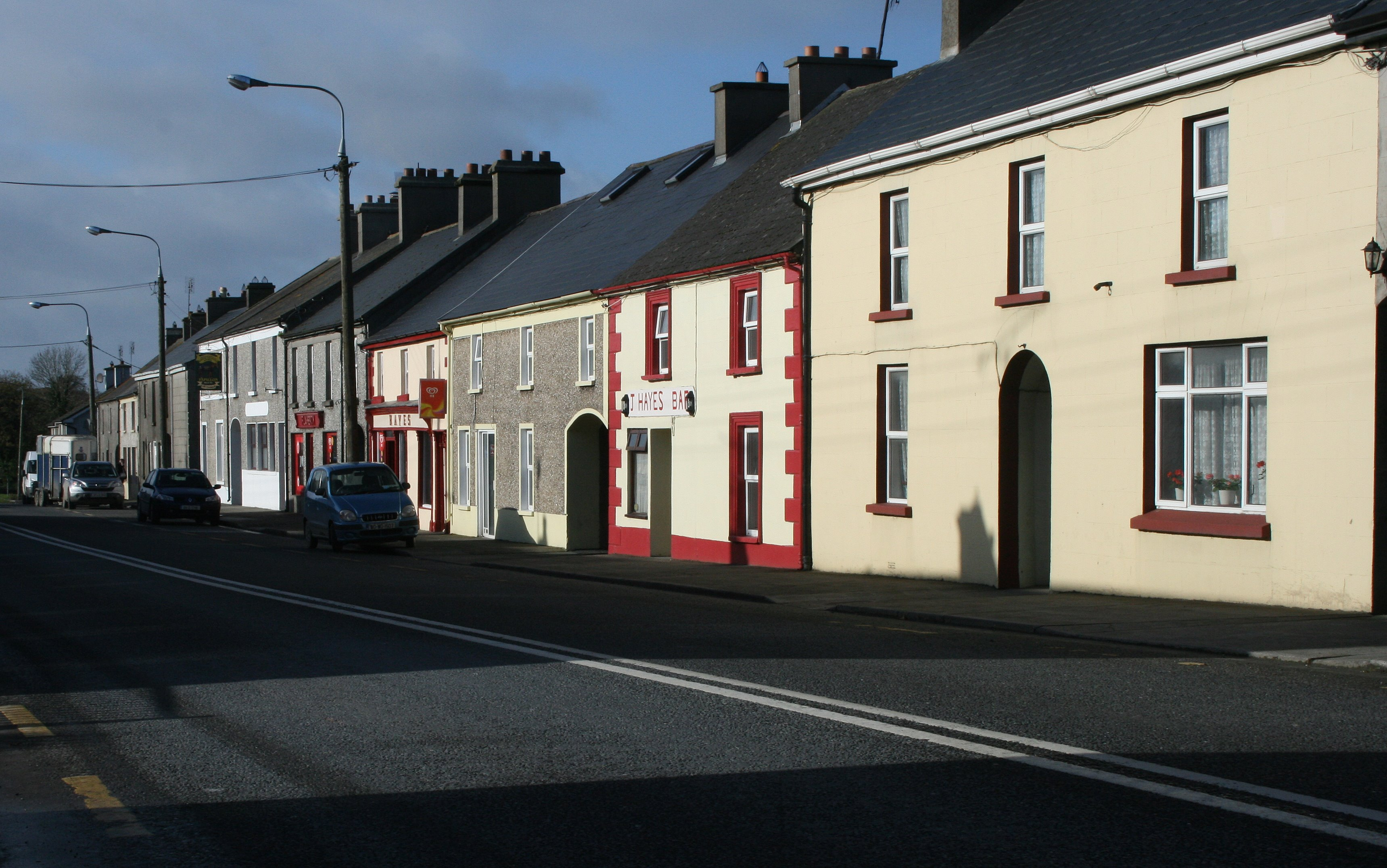
Der Hayes-Pub in Moneygall
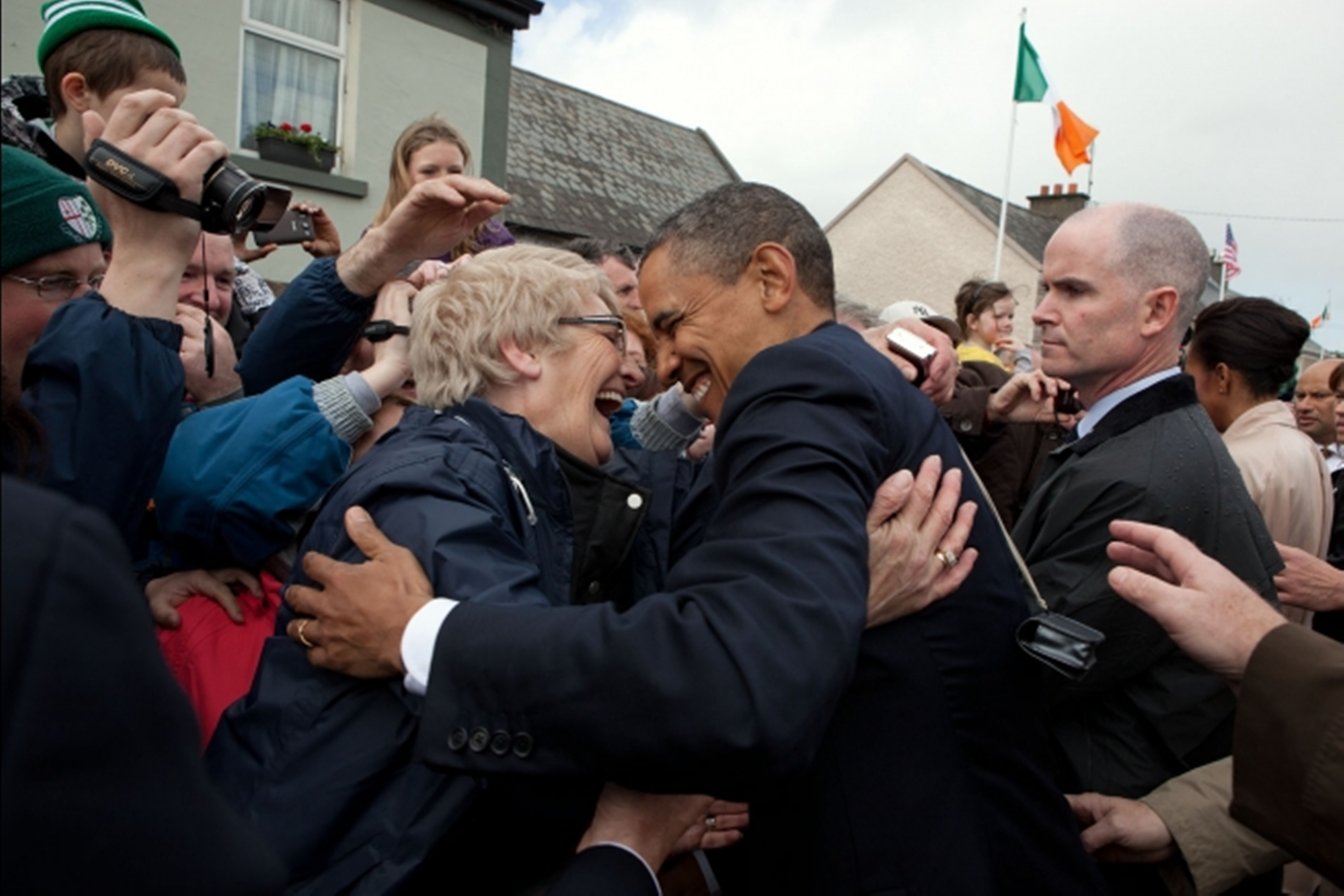
Barack Obama in Moneygall
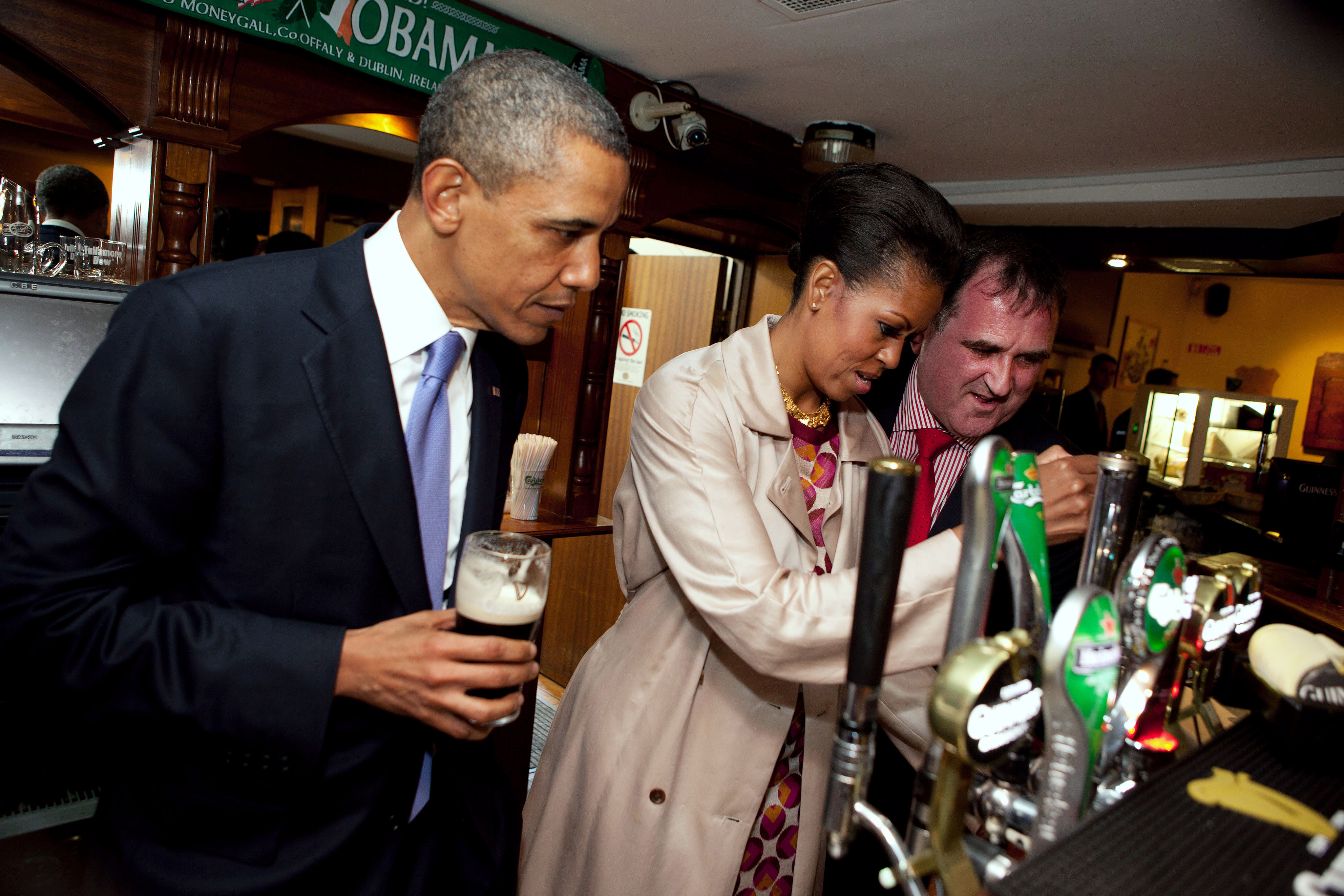
Michelle Obama zapft ein Stout in Moneygall
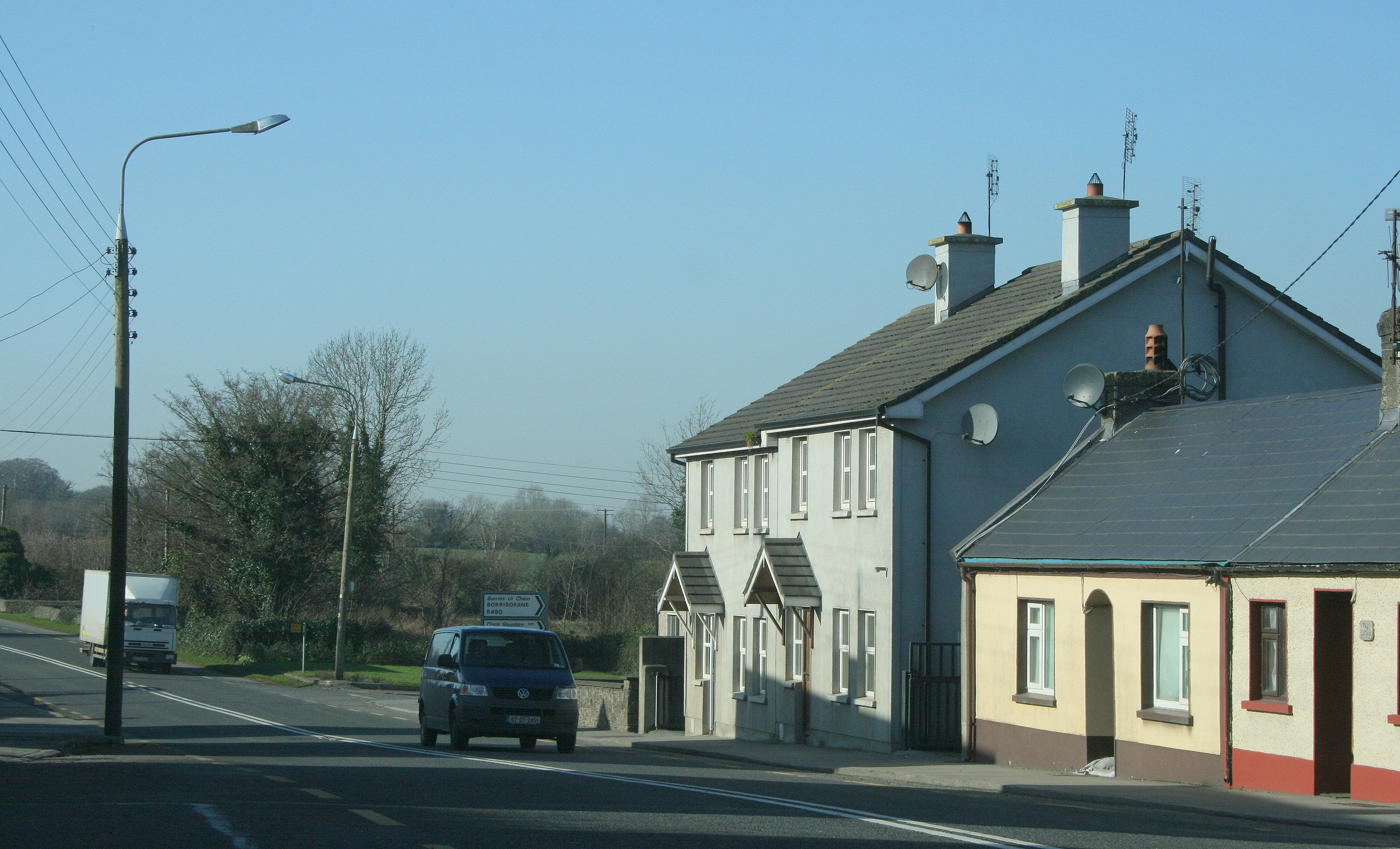
Die N7 in Moneygall. Rechts die Abzweigung zur R490 nach Borrisokane und Cloughjourdan.
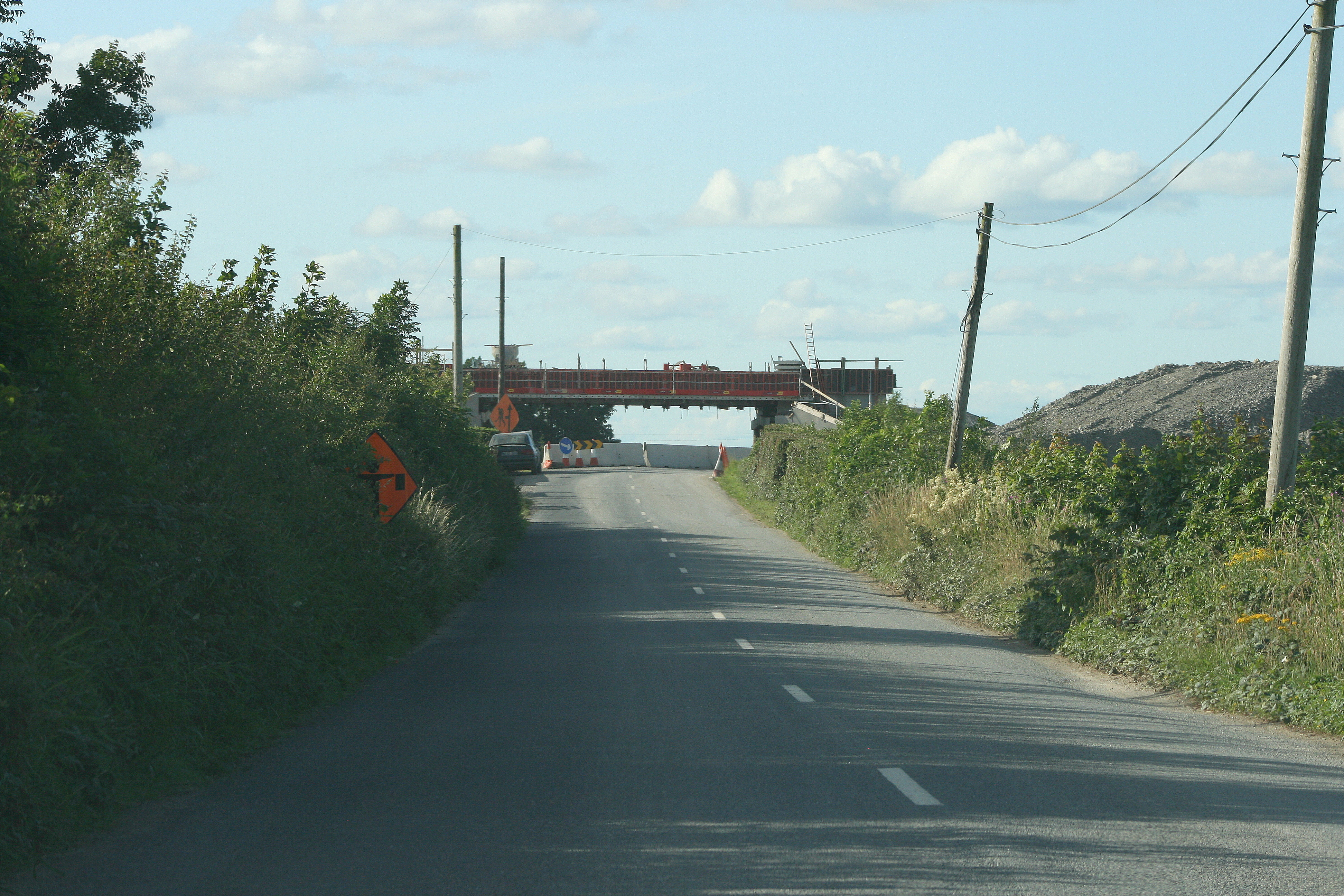
Die Regionalstraße R490 bei Moneygall kurz vor der neuen Brücke der Autobahn M7.
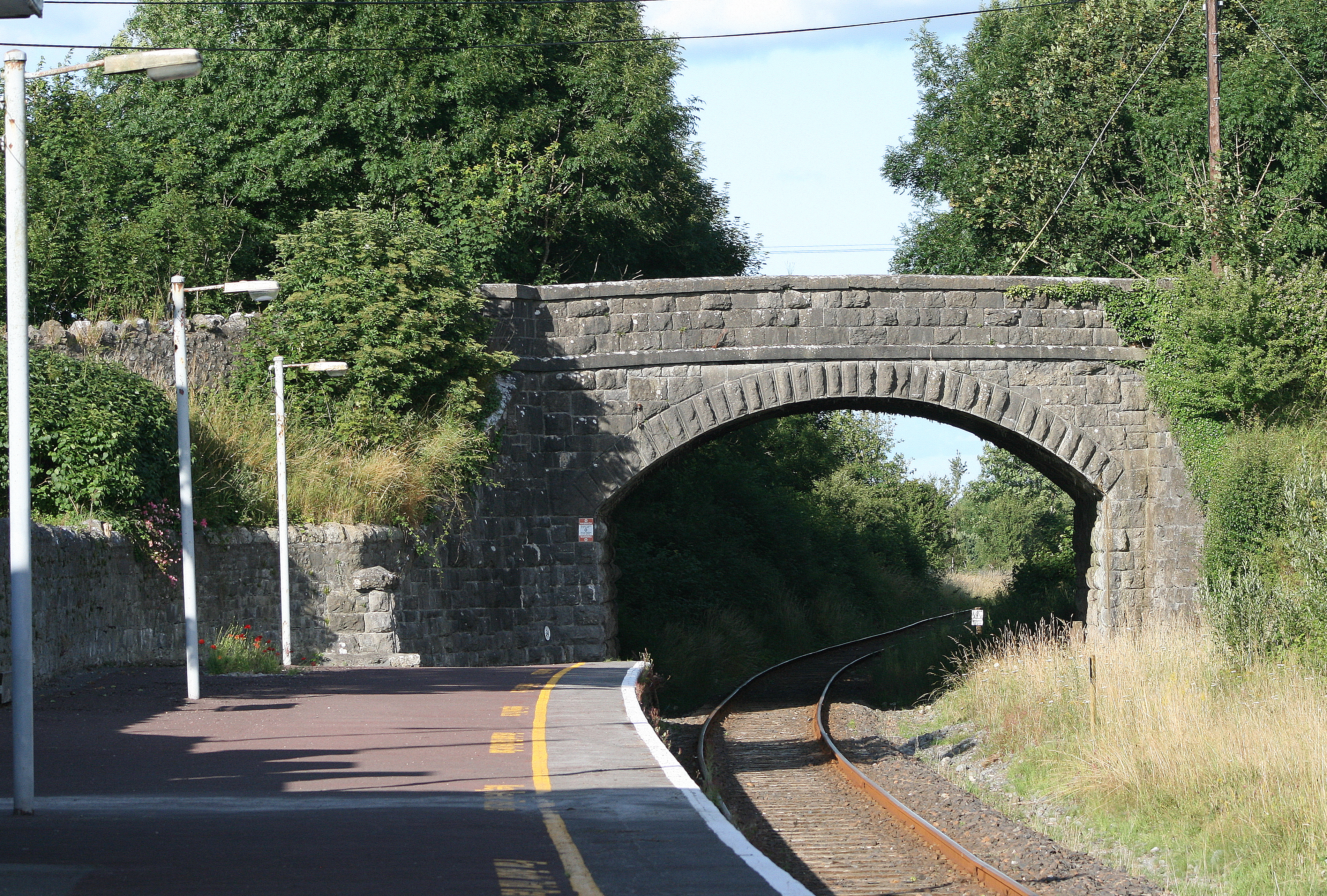
Die Regionalstraße R490 überquert am Bahnhof in Cloughjordan die Bahnschienen.